# Eisma
Koordinaten: 59° 34′ N, 26° 18′ O

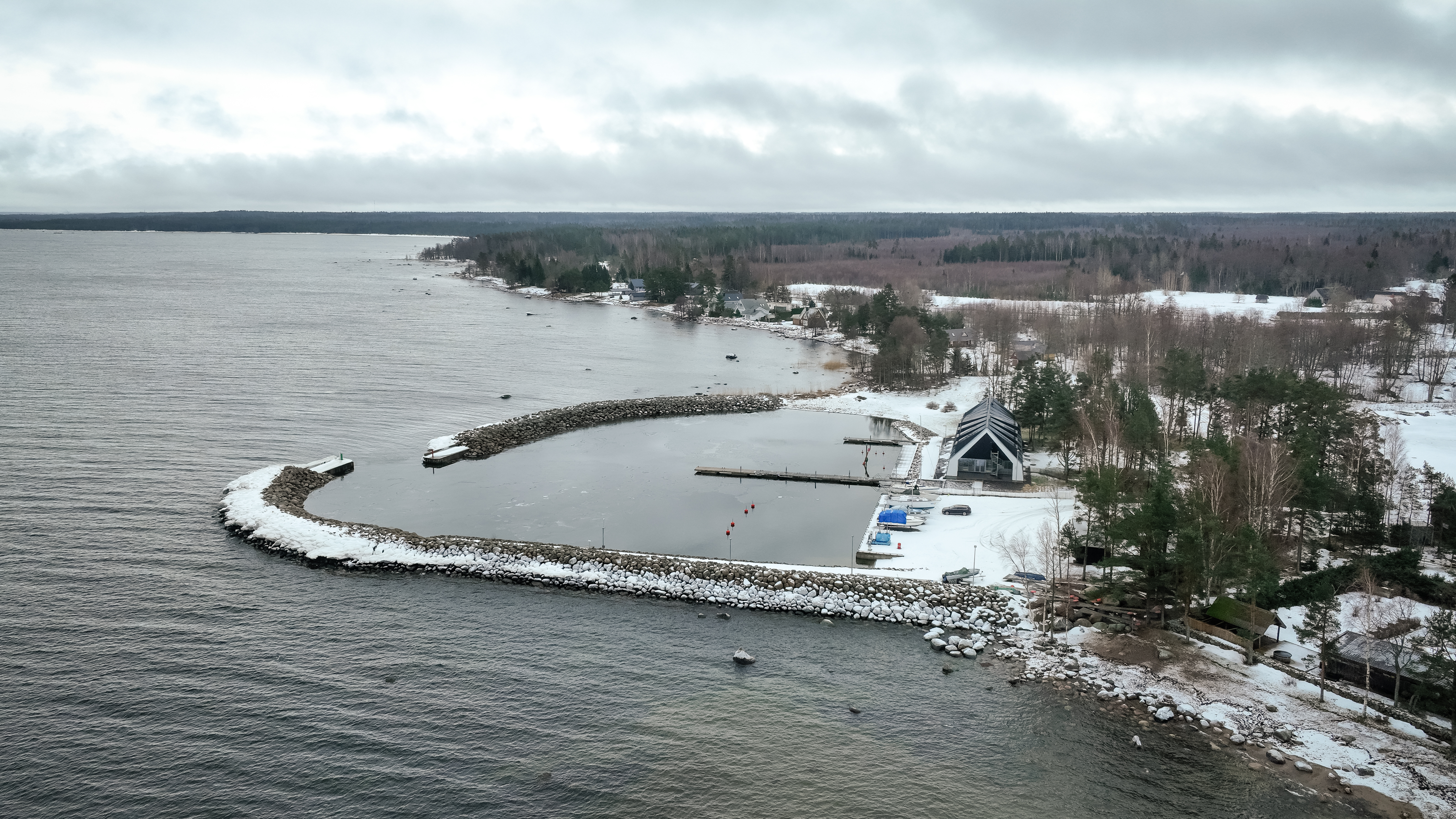
Eisma

Eisma ist ein Dorf (estnisch küla) in der estnischen Landgemeinde Haljala im Kreis Lääne-Viru. Bis zur Kommunalreform von 2017 gehörte Eisma zur Landgemeinde Vihula.
Eisma liegt fünfzehn Kilometer nordwestlich der estnischen Stadt Kunda. Das Dorf hat 48 Einwohner (Stand 2006). Es liegt mit seinen Ferienanlagen und Sandstränden direkt an der Ostsee. Das Dorf gehört zum Nationalpark Lahemaa (Lahemaa rahvuspark).
Eisma wurde 1796 unter dem Namen Wänsame auf der Karte des deutschbaltischen Kartographen Ludwig August Mellin verzeichnet. Das ursprüngliche Fischerdorf entwickelte sich im 20. Jahrhundert zu einem beliebten Erholungsort der estländischen Städter.
Das moderne Hafengebäude von Eisma wurde 2007 fertiggestellt.
In Eisma befindet sich ein 60 Meter hoher UKW-Sendemast für die Ausstrahlung von Radioprogrammen.